# A Pastoriza
A Pastoriza (spanisch Pastoriza) ist eine spanische Gemeinde (Concello) mit 2.787 Einwohnern (Stand: 2024) in der Provinz Lugo der Autonomen Gemeinschaft Galicien.

## Geografie
A Pastoriza liegt nördlich des Zentrums der Provinz Lugo ca. 35 Kilometer nordöstlich der Provinzhauptstadt Lugo.
Umgeben wird A Pastoriza von den sieben Nachbargemeinden:
|          | Mondoñedo                                   |          |
| Abadín   | Kompassrose, die auf Nachbargemeinden zeigt | Riotorto |
| Cospeito | Castro de Rei Pol                           | Meira    |

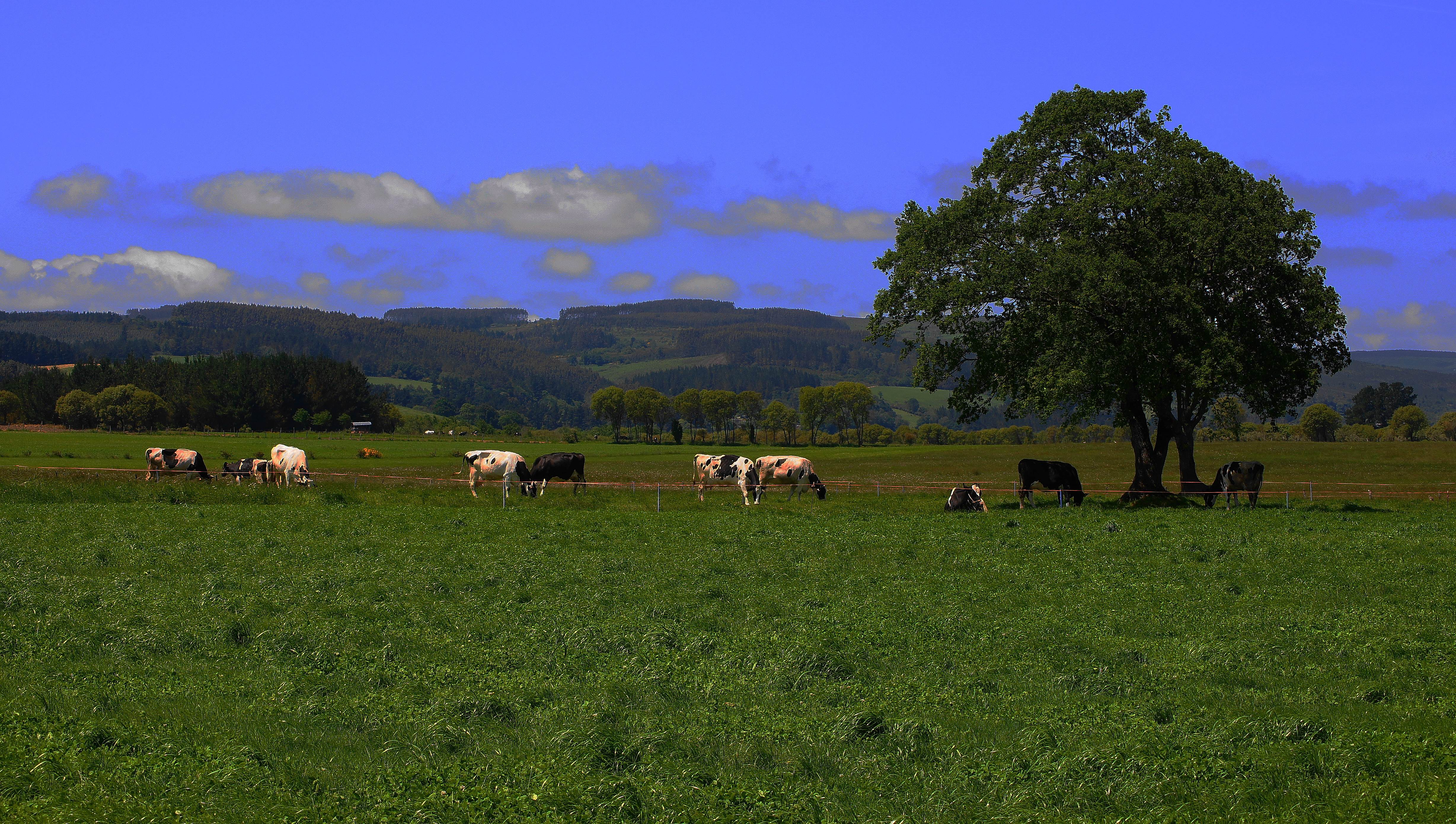
Landschaft in A Pastoriza

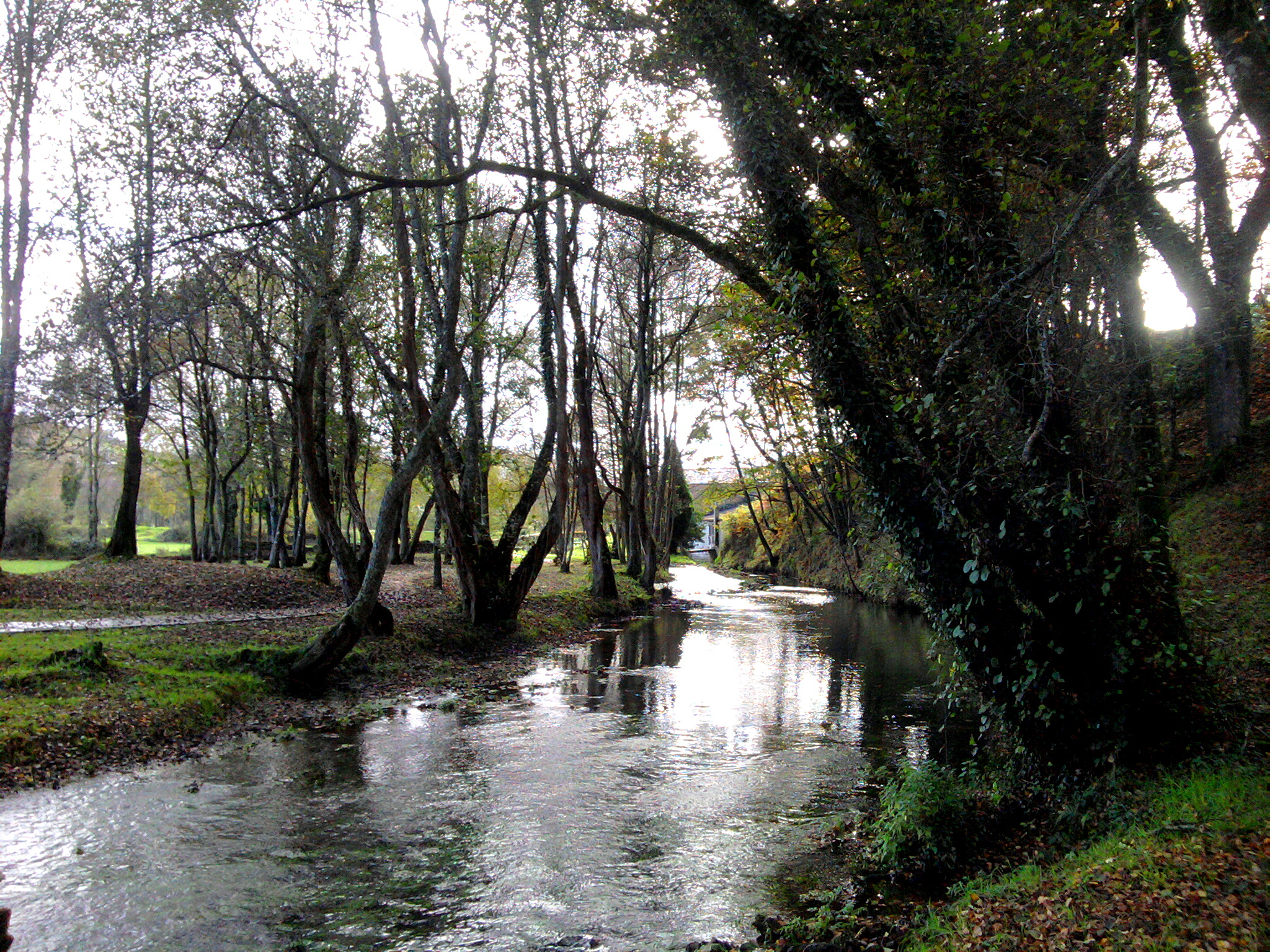
Río Miño

A Pastoriza liegt südöstlich des Gebirgszugs Serra de Lourenzá mit Erhebungen wie Monte Vello (792 m), Alto de Praderello (751 m) und Neda (795 m).
Die Landschaft ist durch einen hohen Anteil an Wiesen gekennzeichnet, die die gesamte Gemeinde durchziehen. In den bergigen Gebieten überwiegen Gebüsch und Ginster, während in den mittleren Gebieten trotz der aufgrund von Flurbereinigungen durchgeführten Abholzung immer noch einige Ansammlungen von Birken, Erlen, Eichen und Kastanienbäumen zu finden sind.
Der Río Miño durchströmt einen relativ kleinen Teil des südlichen Gemeindegebiets von Ost nach West. Seine Nebenflüsse, der Río Madanela, der Río de Negeira und der Río Pequeno bewässern das Gebiet der Gemeinde und fließen in südlicher Richtung auf den Miño zu.

## Klima
|                        | Jan | Feb  | Mär  | Apr | Mai  | Jun  | Jul  | Aug  | Sep  | Okt  | Nov  | Dez  |   |      |
| Mittl. Temperatur (°C) | 6,4 | 6,3  | 8,2  | 9,8 | 12,3 | 15,5 | 17,2 | 17,6 | 16,1 | 13,2 | 8,8  | 7    | ⌀ | 11,6 |
| Mittl. Tagesmax. (°C)  | 9,5 | 10,1 | 12,5 | 14  | 16,7 | 20   | 21,8 | 22,4 | 20,9 | 17,2 | 11,9 | 10,3 | ⌀ | 15,6 |
| Mittl. Tagesmin. (°C)  | 3,6 | 3,1  | 4,6  | 6   | 8,4  | 11,5 | 13,3 | 13,6 | 12,3 | 9,8  | 6,1  | 4,2  | ⌀ | 8,1  |
|                        |     |      |      |     |      |      |      |      |      |      |      |      |   |      |
| Niederschlag (mm)      | 129 | 106  | 111  | 127 | 116  | 76   | 48   | 58   | 83   | 132  | 147  | 131  | Σ | 1264 |
|                        |     |      |      |     |      |      |      |      |      |      |      |      |   |      |
| Sonnenstunden (h/d)    | 3,6 | 4,4  | 5,6  | 6,2 | 6,8  | 7,2  | 7,0  | 7,2  | 7,0  | 5,9  | 4,0  | 4,0  | ⌀ | 5,7  |
|                        |     |      |      |     |      |      |      |      |      |      |      |      |   |      |
| Regentage (d)          | 11  | 9    | 10   | 11  | 11   | 8    | 7    | 7    | 8    | 11   | 12   | 11   | Σ | 116  |
|                        |     |      |      |     |      |      |      |      |      |      |      |      |   |      |
| Luftfeuchtigkeit (%)   | 87  | 85   | 82   | 82  | 81   | 80   | 79   | 78   | 80   | 83   | 87   | 85   | ⌀ | 82,4 |

| 3,6 |

| 3,1 |

| 4,6 |

| 6 |

| 8,4 |

| 11,5 |

| 13,3 |

| 13,6 |

| 12,3 |

| 9,8 |

| 6,1 |

| 4,2 |

| 3,6 |

| 3,1 |

| 4,6 |

| 6 |

| 8,4 |

| 11,5 |

| 13,3 |

| 13,6 |

| 12,3 |

| 9,8 |

| 6,1 |

| 4,2 |

Das Klima zeichnet sich durch mäßig warme Sommer und relativ milde Winter aus. 43 % der Niederschläge fällt in den Monaten Oktober bis Januar. Der November ist der feuchteste Monat des Winters und mehr als dreimal so niederschlagsreich wie der Juli, der trockenste Monat des Sommers. Niederschlagsmengen und Anzahl der Regentage pro Monat nehmen in den Sommermonaten Juni bis September deutlich ab. Das Klima ist als Ozeanklima (Cfb-Klima) klassifiziert. Die klimatische Feuchtigkeit der Gegend ist im Wesentlichen auf die Abkühlung der Meeresmassen des Golfs von Biskaya zurückzuführen, wenn sie auf die Berge im Norden der Gemeinde treffen.

## Bevölkerungsentwicklung der Gemeinde
Legende: Pastoriza___A Pastoriza

Quelle: INE-Archiv – grafische Aufarbeitung für Wikipedia
Nach einem Anwachsen der Gemeindegröße auf über 7700 Einwohner um 1900 sank die Zahl der Bevölkerung aufgrund von Auswanderungen stetig bis unter 3000.
| Männer | Alterstufe | Frauen |
| ------ | ---------- | ------ |
| 0      | 100+       | 0      |
| 6      | 95–99      | 15     |
| 33     | 90–94      | 49     |
| 70     | 85–89      | 87     |
| 74     | 80–84      | 103    |
| 84     | 75–79      | 108    |
| 109    | 70–74      | 106    |
| 100    | 65–69      | 77     |
| 130    | 60–64      | 96     |
| 130    | 55–59      | 125    |
| 102    | 50–54      | 107    |
| 102    | 45–49      | 102    |
| 106    | 40–44      | 69     |
| 88     | 35–39      | 82     |
| 83     | 30–34      | 69     |
| 71     | 25–29      | 58     |
| 48     | 20–24      | 43     |
| 41     | 15–19      | 39     |
| 35     | 10–14      | 37     |
| 34     | 5–9        | 37     |
| 28     | 0–4        | 35     |

Am 1. Januar 2021 waren ca. 55 % der Bevölkerung (58 % der Männer, 52 % der Frauen) im erwerbsfähigen Alter (20–64), während dieser Wert für ganz Spanien ca. 61 % betrug.
Die erhebliche Überalterung der Bevölkerung der Gemeinde zeigt folgende Tabelle, bei der das Verhältnis von Gruppen von älteren Personen mit Gruppen von Personen der jüngeren Generation verglichen wird:
| Alter | Anzahl Personen | Alter | Anzahl Personen | Provinz | Galicien | Spanien |
| ----- | --------------- | ----- | --------------- | ------- | -------- | ------- |
| 60–64 | 100             | 20–24 | 40              | 49      | 58       | 79      |
| 55–59 | 100             | 15–19 | 31              | 45      | 57       | 71      |
| 50–54 | 100             | 10–14 | 34              | 47      | 56       | 68      |

## Gemeindegliederung
Die Gemeinde Guitiriz ist in 19 Parroquias gegliedert:
| Parroquias              | Patrozinium    | Einwohner 2024 | Fläche km² | Dichte Einw./km² | Höhe msnm | Ortskennzahl |
| ----------------------- | -------------- | -------------- | ---------- | ---------------- | --------- | ------------ |
| A Aguarda               | San Martiño    | 68             | 6,32       | 11               | 457       | 27044010000  |
| Álvare                  | Santa María    | 124            | 9,86       | 13               | 529       | 27044020000  |
| Baltar                  | San Pedro Fiz  | 115            | 6,63       | 17               | 465       | 27044030000  |
| Bretoña                 | Santa María    | 683            | 36,10      | 19               | 502       | 27044040000  |
| Cadavedo                | San Bartolomeu | 40             | 8,51       | 5                | 534       | 27044050000  |
| Crecente                | O Salvador     | 124            | 6,53       | 19               | 447       | 27044070000  |
| Fomiñá                  | O Salvador     | 121            | 4,14       | 29               | 464       | 27044080000  |
| Gueimonde               | San Mamede     | 51             | 4,43       | 12               | 510       | 27044090000  |
| Lagoa                   | San Xoán       | 116            | 14,90      | 8                | 541       | 27044100000  |
| Loboso                  | Santo André    | 43             | 4,16       | 10               | 548       | 27044110000  |
| Pastoriza               | O Salvador     | 170            | 4,41       | 39               | 530       | 27044120000  |
| Pousada                 | Santa Catarina | 162            | 9,18       | 18               | 507       | 27044140000  |
| A Regueira              | San Vicente    | 217            | 11,51      | 19               | 446       | 27044160000  |
| Reigosa                 | Santiago       | 154            | 7,09       | 22               | 450       | 27044150000  |
| Saldanxe                | San Miguel     | 85             | 7,76       | 11               | 465       | 27044170000  |
| San Cosme de Piñeiro    | San Cosme      | 108            | 6,63       | 16               | 475       | 27044130000  |
| San Martiño de Corvelle | San Martiño    | 242            | 14,27      | 17               | 445       | 27044060000  |
| Úbeda                   | San Xoán       | 73             | 7,88       | 9                | 508       | 27044180000  |
| Vián                    | Santa María    | 114            | 4,88       | 23               | 497       | 27044190000  |

Der Hauptort, A Pastoriza, liegt in der gleichnamigen Parroquia A Pastoriza.

## Geschichte
Die Funde aus prähistorischer Zeit und die Existenz zahlreicher Castros bilden den ersten materiellen Beweis für die Besiedlung des Gebietes. Es gibt kaum Überreste der römischen und suebischen Präsenz mit Ausnahme einer Stele aus der Römerzeit und anderer Überreste in As Coras in der Parroquia Reigosa, wobei das älteste Dokument das sogenannte „Parroquial suevo“ ist, das zwischen 572 und 589 verfasst wurde und das vom britischen Christentum erzählt.
Es war im fünften und sechsten Jahrhundert, als die Bewohner der Britischen Inseln gezwungen waren, ihre Heimat vor den vorrückenden angelsächsischen Invasoren zu verlassen. Ein großer Teil der Flüchtlinge suchte Zuflucht in der heutigen Bretagne, während ein anderes Kontingent den Nordwesten der iberischen Halbinsel erreichte und sich in der Bergregion zwischen Ferrol und Asturien niederließ. Einige von ihnen drangen über die Meeresbucht von Foz und das Masmatal vor und überstiegen die Berge, die die heutige Gemeinde A Pastoriza an Mondoñedo grenzt, um sich schließlich in einer weiten Ebene niederzulassen, die fortan als Britonia bekannt war. Auf diese Weise ließen sich die Flüchtlinge in einem weiten und dünn besiedelten Gebiet nieder und errichteten ihr Kloster Maxime. Die muslimische Invasion des siebten Jahrhunderts bewirkte die Versammlung von zahlreichen geflohenen Bischöfen und Hierarchen in Britonia und schließlich die Zerstörung dieses Zentrums. Die überlebende Bevölkerung flüchtete in den Norden.
In den folgenden Jahrhunderten erscheint ein großer Teil von Britonia, heute A Pastoriza, als Land, auf das der Fuero des Bistums Mondoñedo oder der Klöster Meira und Lourenzá Geltung hatte.
Im Jahre 1821 wurde die Gemeinde unter dem Namen Vián gegründet und erhielt 1840 ihren heutigen Namen.

## Wirtschaft
| Ackerbau, Viehzucht und Fischerei                                                  | 0448  | 037,68 |
| Industrie                                                                          | 0129  | 010,85 |
| Bauwirtschaft                                                                      | 079   | 06,64  |
| Dienstleistungsbetriebe                                                            | 533   | 044,83 |
| Total                                                                              | 1.189 | 100,00 |
| * Daten aus dem Statistischen Amt für Wirtschaftliche Entwicklung in Galicien, IGE |       |        |

## Verkehr
Die Gemeinde liegt fernab von Fernverkehrsstraßen. Die Provinzstraße LU-122 durchquert das Gebiet der Gemeinde und verbindet sie im Süden mit der Nachbargemeinde Meira und im Norden mit der Gemeinde Lourenzá, dort mit Anschluss an die Autovía A-8 („Autovía del Cantábrico“) und die Nationalstraße N-634 von Santiago de Compostela nach San Sebastián.